# Llista de topònims d'Almatret
Llista de topònims (noms propis de lloc) del municipi d'Almatret, al Segrià
Informació actualitzada per un bot. Els canvis manuals es perdran quan s'actualitzi!

## bassa
| imatge | Nom                          | Ubicat a | instància de | Detalls                     | coordenades                                                   | Protecció                                  | Commons (més fotos) | Dades a WD                    |
| ------ | ---------------------------- | -------- | ------------ | --------------------------- | ------------------------------------------------------------- | ------------------------------------------ | ------------------- | ----------------------------- |
|        | Bassa d'aigua a les Sorts I  | Almatret | bassa        | Estil: arquitectura popular | 41° 18′ 46″ N, 0° 24′ 53″ E / 41.312841°N,0.414805°E 418 msnm | bé integrant del patrimoni cultural català |                     | Modifica les dades a Wikidata |
|        | Bassa d'aigua a les Sorts II | Almatret | bassa        | Estil: arquitectura popular | 41° 18′ 46″ N, 0° 24′ 55″ E / 41.3129°N,0.415206°E 420 msnm   | bé integrant del patrimoni cultural català |                     | Modifica les dades a Wikidata |
|        | La Bassa del Poble           | Almatret | bassa        | Estil: arquitectura popular | 41° 18′ 12″ N, 0° 25′ 25″ E / 41.3033°N,0.423628°E            | bé integrant del patrimoni cultural català |                     | Modifica les dades a Wikidata |

## cabana
| imatge | Nom                        | Ubicat a | instància de | Detalls | coordenades                                                          | Protecció | Commons (més fotos) | Dades a WD                    |
| ------ | -------------------------- | -------- | ------------ | ------- | -------------------------------------------------------------------- | --------- | ------------------- | ----------------------------- |
|        | Corral Nou                 | Almatret | cabana       |         | 41° 21′ 32″ N, 0° 25′ 58″ E / 41.3588141311074°N,0.432830757595038°E |           |                     | Modifica les dades a Wikidata |
|        | Escambró de Franxo         | Almatret | cabana       |         | 41° 16′ 48″ N, 0° 23′ 47″ E / 41.2800783328501°N,0.396341201017248°E |           |                     | Modifica les dades a Wikidata |
|        | Escambró de Fusteret       | Almatret | cabana       |         | 41° 16′ 51″ N, 0° 23′ 37″ E / 41.2808527951967°N,0.393552351340886°E |           |                     | Modifica les dades a Wikidata |
|        | Escambró de Jacinto        | Almatret | cabana       |         | 41° 17′ 25″ N, 0° 25′ 10″ E / 41.2902654448385°N,0.419555919124895°E |           |                     | Modifica les dades a Wikidata |
|        | Escambró de Macià          | Almatret | cabana       |         | 41° 17′ 26″ N, 0° 25′ 00″ E / 41.2904539472837°N,0.416718377991551°E |           |                     | Modifica les dades a Wikidata |
|        | Escambró de Manolo         | Almatret | cabana       |         | 41° 17′ 19″ N, 0° 24′ 54″ E / 41.2885243097095°N,0.415015329692378°E |           |                     | Modifica les dades a Wikidata |
|        | Escambró de Pere Joanet    | Almatret | cabana       |         | 41° 16′ 49″ N, 0° 25′ 34″ E / 41.2801462037182°N,0.426175298128642°E |           |                     | Modifica les dades a Wikidata |
|        | Escambró de Pere la Joana  | Almatret | cabana       |         | 41° 17′ 27″ N, 0° 23′ 33″ E / 41.2907883171436°N,0.392416309268692°E |           |                     | Modifica les dades a Wikidata |
|        | Escambró de Salomó         | Almatret | cabana       |         | 41° 16′ 48″ N, 0° 24′ 20″ E / 41.2801180942724°N,0.405676290379553°E |           |                     | Modifica les dades a Wikidata |
|        | Escambró del Roig de Tecla | Almatret | cabana       |         | 41° 16′ 37″ N, 0° 25′ 30″ E / 41.2768871127073°N,0.42502595204858°E  |           |                     | Modifica les dades a Wikidata |
|        | Torreta de Salomó          | Almatret | cabana       |         | 41° 18′ 37″ N, 0° 24′ 56″ E / 41.3103928313171°N,0.415441182448823°E |           |                     | Modifica les dades a Wikidata |
|        | corral del Pompeu          | Almatret | cabana       |         | 41° 18′ 34″ N, 0° 25′ 03″ E / 41.3093157182392°N,0.417609929733754°E |           |                     | Modifica les dades a Wikidata |
|        | era de Josep de l'Escambró | Almatret | cabana       |         | 41° 17′ 14″ N, 0° 25′ 18″ E / 41.287320963668°N,0.421594481512823°E  |           |                     | Modifica les dades a Wikidata |
|        | la Mina de la Pena         | Almatret | cabana       |         | 41° 18′ 31″ N, 0° 23′ 08″ E / 41.3086126240227°N,0.385685655559707°E |           |                     | Modifica les dades a Wikidata |

## curs d'aigua
| imatge | Nom                        | Ubicat a      | instància de | Detalls                             | coordenades                                                      | Protecció | Commons (més fotos) | Dades a WD                    |
| ------ | -------------------------- | ------------- | ------------ | ----------------------------------- | ---------------------------------------------------------------- | --------- | ------------------- | ----------------------------- |
|        | barranc de la Valldolcet   | Faió Almatret | curs d'aigua | Desemboca: Ebre                     |                                                                  |           |                     | Modifica les dades a Wikidata |
|        | barranc del Coll de Vaques | Almatret      | curs d'aigua | Desemboca: barranc de la Valldolcet | 41° 18′ 00″ N, 0° 23′ 00″ E / 41.3°N,0.38333333333333°E 329 msnm |           |                     | Modifica les dades a Wikidata |

## edifici
| imatge | Nom              | Ubicat a | instància de | Detalls                                  | coordenades                                                                   | Protecció                                  | Commons (més fotos) | Dades a WD                    |
| ------ | ---------------- | -------- | ------------ | ---------------------------------------- | ----------------------------------------------------------------------------- | ------------------------------------------ | ------------------- | ----------------------------- |
|        | Rampa de l'Argue | Almatret | edifici      | Estil: arquitectura popular              |                                                                               | bé integrant del patrimoni cultural català |                     | Modifica les dades a Wikidata |
|        | la Presó         | Almatret | edifici      | Estil: arquitectura popular 16th century | 41° 18′ 21″ N, 0° 25′ 22″ E / 41.305834°N,0.422783°E ca:C. Major, 22 465 msnm | bé integrant del patrimoni cultural català | La Presó (Almatret) | Modifica les dades a Wikidata |

## església
| imatge | Nom                    | Ubicat a | instància de     | Detalls                     | coordenades                                                          | Protecció                                  | Commons (més fotos)    | Dades a WD                    |
| ------ | ---------------------- | -------- | ---------------- | --------------------------- | -------------------------------------------------------------------- | ------------------------------------------ | ---------------------- | ----------------------------- |
|        | Sant Joan              | Almatret | església capella |                             | 41° 18′ 19″ N, 0° 25′ 57″ E / 41.3053786700315°N,0.432444699742549°E |                                            |                        | Modifica les dades a Wikidata |
|        | Sant Miquel d'Almatret | Almatret | església         | Estil: arquitectura barroca | 41° 18′ 20″ N, 0° 25′ 26″ E / 41.305615°N,0.423861°E                 | bé integrant del patrimoni cultural català | Sant Miquel d'Almatret | Modifica les dades a Wikidata |

## granja
| imatge | Nom                           | Ubicat a | instància de | Detalls | coordenades                                                                   | Protecció | Commons (més fotos) | Dades a WD                    |
| ------ | ----------------------------- | -------- | ------------ | ------- | ----------------------------------------------------------------------------- | --------- | ------------------- | ----------------------------- |
|        | Granges d'Auvelleto           | Almatret | granja       |         | 41° 19′ 11″ N, 0° 25′ 35″ E / 41.3197782276942°N,0.426312072283061°E 461 msnm |           |                     | Modifica les dades a Wikidata |
|        | Granges d'Isaac               | Almatret | granja       |         | 41° 19′ 22″ N, 0° 25′ 49″ E / 41.3228464478032°N,0.430205576420405°E          |           |                     | Modifica les dades a Wikidata |
|        | Granges de Ballesteret        | Almatret | granja       |         | 41° 18′ 21″ N, 0° 24′ 08″ E / 41.3059352459321°N,0.402275651378094°E          |           |                     | Modifica les dades a Wikidata |
|        | Granges de Xano               | Almatret | granja       |         | 41° 18′ 08″ N, 0° 24′ 33″ E / 41.3022528575692°N,0.409122206497705°E          |           |                     | Modifica les dades a Wikidata |
|        | Granja d'Alberto              | Almatret | granja       |         | 41° 18′ 55″ N, 0° 25′ 24″ E / 41.3153272256454°N,0.423417168495072°E          |           |                     | Modifica les dades a Wikidata |
|        | Granja d'Anneta               | Almatret | granja       |         | 41° 18′ 34″ N, 0° 25′ 39″ E / 41.3095651906948°N,0.42753822431557°E           |           |                     | Modifica les dades a Wikidata |
|        | Granja d'Antoni Rondant       | Almatret | granja       |         | 41° 18′ 42″ N, 0° 25′ 29″ E / 41.3117566392511°N,0.424847947109237°E          |           |                     | Modifica les dades a Wikidata |
|        | Granja d'Armindo              | Almatret | granja       |         | 41° 18′ 51″ N, 0° 25′ 42″ E / 41.3140419411349°N,0.428365554708094°E          |           |                     | Modifica les dades a Wikidata |
|        | Granja d'Emílio               | Almatret | granja       |         | 41° 18′ 20″ N, 0° 25′ 46″ E / 41.3056346616428°N,0.429388885950505°E          |           |                     | Modifica les dades a Wikidata |
|        | Granja de Boter               | Almatret | granja       |         | 41° 18′ 32″ N, 0° 25′ 10″ E / 41.3089951442398°N,0.419378469983458°E          |           |                     | Modifica les dades a Wikidata |
|        | Granja de Dau                 | Almatret | granja       |         | 41° 19′ 04″ N, 0° 25′ 19″ E / 41.317743558889°N,0.421924219504362°E           |           |                     | Modifica les dades a Wikidata |
|        | Granja de Fusteret            | Almatret | granja       |         | 41° 18′ 52″ N, 0° 25′ 35″ E / 41.3143099134666°N,0.426252562124565°E          |           |                     | Modifica les dades a Wikidata |
|        | Granja de Guillermo           | Almatret | granja       |         | 41° 18′ 25″ N, 0° 25′ 02″ E / 41.3068650443453°N,0.417169193364816°E          |           |                     | Modifica les dades a Wikidata |
|        | Granja de Joan Martín         | Almatret | granja       |         | 41° 18′ 02″ N, 0° 25′ 33″ E / 41.300666198369°N,0.425905598497871°E           |           |                     | Modifica les dades a Wikidata |
|        | Granja de Josep Maria Rondant | Almatret | granja       |         | 41° 18′ 44″ N, 0° 25′ 36″ E / 41.312272295027°N,0.426559721978543°E           |           |                     | Modifica les dades a Wikidata |
|        | Granja de Josep de l'Escambró | Almatret | granja       |         | 41° 19′ 02″ N, 0° 25′ 25″ E / 41.3171134966746°N,0.423549863287242°E          |           |                     | Modifica les dades a Wikidata |
|        | Granja de Molinets            | Almatret | granja       |         | 41° 18′ 53″ N, 0° 25′ 03″ E / 41.3148522574314°N,0.41749879662483°E           |           |                     | Modifica les dades a Wikidata |
|        | Granja de Pastoret            | Almatret | granja       |         | 41° 19′ 24″ N, 0° 25′ 25″ E / 41.3232675691308°N,0.423665741344392°E          |           |                     | Modifica les dades a Wikidata |
|        | Granja de Patró               | Almatret | granja       |         | 41° 19′ 22″ N, 0° 25′ 14″ E / 41.322773309258°N,0.42045736503375°E            |           |                     | Modifica les dades a Wikidata |
|        | Granja de Pere Tomato         | Almatret | granja       |         | 41° 16′ 39″ N, 0° 24′ 24″ E / 41.277432117361°N,0.40672400919837°E            |           |                     | Modifica les dades a Wikidata |
|        | Granja de Peret de Florença   | Almatret | granja       |         | 41° 19′ 05″ N, 0° 25′ 05″ E / 41.3179984984717°N,0.418031578286473°E          |           |                     | Modifica les dades a Wikidata |
|        | Granja de Placeto             | Almatret | granja       |         | 41° 20′ 11″ N, 0° 25′ 33″ E / 41.336404791831°N,0.42589409746972°E            |           |                     | Modifica les dades a Wikidata |
|        | Granja de Rossendo            | Almatret | granja       |         | 41° 19′ 02″ N, 0° 24′ 56″ E / 41.3173281614972°N,0.415453757169813°E          |           |                     | Modifica les dades a Wikidata |
|        | Granja de Tomato              | Almatret | granja       |         | 41° 19′ 42″ N, 0° 25′ 52″ E / 41.3283347615989°N,0.431160727399691°E          |           |                     | Modifica les dades a Wikidata |

## masia
| imatge | Nom                    | Ubicat a | instància de | Detalls | coordenades                                                          | Protecció | Commons (més fotos) | Dades a WD                    |
| ------ | ---------------------- | -------- | ------------ | ------- | -------------------------------------------------------------------- | --------- | ------------------- | ----------------------------- |
|        | Castellnou de Manuela  | Almatret | masia        |         | 41° 18′ 11″ N, 0° 23′ 20″ E / 41.303149631244°N,0.38898371418764°E   |           |                     | Modifica les dades a Wikidata |
|        | Finca del Violí        | Almatret | masia        |         | 41° 20′ 58″ N, 0° 22′ 48″ E / 41.3495378192984°N,0.380127720636821°E |           |                     | Modifica les dades a Wikidata |
|        | Mas Blanc              | Almatret | masia        |         | 41° 20′ 47″ N, 0° 24′ 43″ E / 41.3464487605391°N,0.41195924953695°E  |           |                     | Modifica les dades a Wikidata |
|        | Mas Roig               | Almatret | masia        |         | 41° 21′ 10″ N, 0° 26′ 08″ E / 41.3527343477483°N,0.435639640306301°E |           |                     | Modifica les dades a Wikidata |
|        | Mas d'Estrada          | Almatret | masia        |         | 41° 20′ 15″ N, 0° 23′ 20″ E / 41.337370176716°N,0.38881155249556°E   |           |                     | Modifica les dades a Wikidata |
|        | Mas d'Eusébio          | Almatret | masia        |         | 41° 19′ 15″ N, 0° 23′ 21″ E / 41.320929227176°N,0.389063964730037°E  |           |                     | Modifica les dades a Wikidata |
|        | Mas d'Òscar            | Almatret | masia        |         | 41° 16′ 55″ N, 0° 24′ 21″ E / 41.2819943648182°N,0.405804911566684°E |           |                     | Modifica les dades a Wikidata |
|        | Mas de Balica          | Almatret | masia        |         | 41° 20′ 45″ N, 0° 22′ 56″ E / 41.3459402867661°N,0.382327686149224°E |           |                     | Modifica les dades a Wikidata |
|        | Mas de Ballesteret     | Almatret | masia        |         | 41° 20′ 53″ N, 0° 26′ 05″ E / 41.3481316671796°N,0.434816401470165°E |           |                     | Modifica les dades a Wikidata |
|        | Mas de Burxet          | Almatret | masia        |         | 41° 21′ 23″ N, 0° 26′ 03″ E / 41.3564368186976°N,0.434059812432648°E |           |                     | Modifica les dades a Wikidata |
|        | Mas de Carlos          | Almatret | masia        |         | 41° 20′ 22″ N, 0° 22′ 30″ E / 41.3393168250904°N,0.375052469570098°E |           |                     | Modifica les dades a Wikidata |
|        | Mas de Flaret          | Almatret | masia        |         | 41° 16′ 58″ N, 0° 24′ 04″ E / 41.2826651220377°N,0.401205331178599°E |           |                     | Modifica les dades a Wikidata |
|        | Mas de Jacinto         | Almatret | masia        |         | 41° 20′ 38″ N, 0° 26′ 43″ E / 41.3438616899468°N,0.445297966214785°E |           |                     | Modifica les dades a Wikidata |
|        | Mas de Madronet        | Almatret | masia        |         | 41° 17′ 49″ N, 0° 25′ 56″ E / 41.296917799711°N,0.43222522070821°E   |           |                     | Modifica les dades a Wikidata |
|        | Mas de Magí            | Almatret | masia        |         | 41° 20′ 34″ N, 0° 23′ 21″ E / 41.3428381402703°N,0.38928793796828°E  |           |                     | Modifica les dades a Wikidata |
|        | Mas de Manxó           | Almatret | masia        |         | 41° 20′ 35″ N, 0° 26′ 07″ E / 41.3431811317509°N,0.435357396057459°E |           |                     | Modifica les dades a Wikidata |
|        | Mas de Maria Lluïsa    | Almatret | masia        |         | 41° 18′ 19″ N, 0° 23′ 55″ E / 41.3051942189318°N,0.398578534813468°E |           |                     | Modifica les dades a Wikidata |
|        | Mas de Moià            | Almatret | masia        |         | 41° 17′ 08″ N, 0° 25′ 02″ E / 41.2856389931927°N,0.417278572245531°E |           |                     | Modifica les dades a Wikidata |
|        | Mas de Pajà            | Almatret | masia        |         | 41° 20′ 37″ N, 0° 22′ 34″ E / 41.3437084860892°N,0.376083051909303°E |           |                     | Modifica les dades a Wikidata |
|        | Mas de Pepita Manolo   | Almatret | masia        |         | 41° 19′ 51″ N, 0° 24′ 05″ E / 41.3308213808587°N,0.401525627659117°E |           |                     | Modifica les dades a Wikidata |
|        | Mas de Pere            | Almatret | masia        |         | 41° 20′ 41″ N, 0° 23′ 36″ E / 41.344677119771°N,0.39329992434525°E   |           |                     | Modifica les dades a Wikidata |
|        | Mas de Pere Joanet     | Almatret | masia        |         | 41° 19′ 54″ N, 0° 23′ 25″ E / 41.3315590361179°N,0.390347991595119°E |           |                     | Modifica les dades a Wikidata |
|        | Mas de Pere Tous       | Almatret | masia        |         | 41° 20′ 46″ N, 0° 26′ 35″ E / 41.346143533884°N,0.443009622791129°E  |           |                     | Modifica les dades a Wikidata |
|        | Mas de Petxina         | Almatret | masia        |         | 41° 17′ 01″ N, 0° 24′ 23″ E / 41.2835656375163°N,0.406387408196621°E |           |                     | Modifica les dades a Wikidata |
|        | Mas de Rondanet        | Almatret | masia        |         | 41° 20′ 16″ N, 0° 22′ 13″ E / 41.3377492038289°N,0.37029961020639°E  |           |                     | Modifica les dades a Wikidata |
|        | Mas de Rosa Tonya      | Almatret | masia        |         | 41° 17′ 07″ N, 0° 23′ 54″ E / 41.2853211939473°N,0.398377461867811°E |           |                     | Modifica les dades a Wikidata |
|        | Mas de Sebastià        | Almatret | masia        |         | 41° 20′ 24″ N, 0° 23′ 18″ E / 41.3401150580209°N,0.38835707524805°E  |           |                     | Modifica les dades a Wikidata |
|        | Mas de Xano            | Almatret | masia        |         | 41° 21′ 00″ N, 0° 25′ 44″ E / 41.349982687609°N,0.42894463086734°E   |           |                     | Modifica les dades a Wikidata |
|        | Mas de Xiquet          | Almatret | masia        |         | 41° 21′ 24″ N, 0° 25′ 26″ E / 41.3567770612364°N,0.423897884623162°E |           |                     | Modifica les dades a Wikidata |
|        | Mas de l'Ampanissot    | Almatret | masia        |         | 41° 17′ 23″ N, 0° 25′ 45″ E / 41.2898500298738°N,0.429161149194696°E |           |                     | Modifica les dades a Wikidata |
|        | Mas de l'Estudiant     | Almatret | masia        |         | 41° 17′ 02″ N, 0° 24′ 31″ E / 41.2838027279474°N,0.40851530244859°E  |           |                     | Modifica les dades a Wikidata |
|        | Mas de la Porronera    | Almatret | masia        |         | 41° 21′ 06″ N, 0° 24′ 59″ E / 41.3517824005121°N,0.416445253865263°E |           |                     | Modifica les dades a Wikidata |
|        | Mas de la Torre        | Almatret | masia        |         | 41° 20′ 33″ N, 0° 27′ 30″ E / 41.34240295782°N,0.458321777513113°E   |           |                     | Modifica les dades a Wikidata |
|        | Mas del Caragol        | Almatret | masia        |         | 41° 17′ 36″ N, 0° 25′ 55″ E / 41.2934534066937°N,0.432017017782°E    |           |                     | Modifica les dades a Wikidata |
|        | Masos del Cisco        | Almatret | masia        |         | 41° 21′ 14″ N, 0° 24′ 22″ E / 41.353972414066°N,0.40607703630962°E   |           |                     | Modifica les dades a Wikidata |
|        | Redons de Tarragó      | Almatret | masia        |         | 41° 19′ 55″ N, 0° 26′ 41″ E / 41.3320150733387°N,0.444757426081885°E |           |                     | Modifica les dades a Wikidata |
|        | Torre de Ginell        | Almatret | masia        |         | 41° 18′ 16″ N, 0° 24′ 41″ E / 41.3044894727525°N,0.411255191520971°E |           |                     | Modifica les dades a Wikidata |
|        | Torreta d'Ollera       | Almatret | masia        |         | 41° 18′ 55″ N, 0° 25′ 36″ E / 41.3152461193747°N,0.426633819289781°E |           |                     | Modifica les dades a Wikidata |
|        | Torreta de Lliberato   | Almatret | masia        |         | 41° 18′ 21″ N, 0° 25′ 09″ E / 41.3059125357002°N,0.419273155069592°E |           |                     | Modifica les dades a Wikidata |
|        | Torreta de Molins      | Almatret | masia        |         | 41° 18′ 19″ N, 0° 25′ 42″ E / 41.3053039009711°N,0.428291082242286°E |           |                     | Modifica les dades a Wikidata |
|        | Torreta de Montserrada | Almatret | masia        |         | 41° 18′ 28″ N, 0° 25′ 29″ E / 41.3078069540601°N,0.424633182441282°E |           |                     | Modifica les dades a Wikidata |
|        | Torreta de Pepet       | Almatret | masia        |         | 41° 18′ 04″ N, 0° 25′ 55″ E / 41.3010157832388°N,0.43187545172513°E  |           |                     | Modifica les dades a Wikidata |
|        | Torreta de Pere Joanet | Almatret | masia        |         | 41° 18′ 18″ N, 0° 25′ 49″ E / 41.3049895558642°N,0.430345874992258°E |           |                     | Modifica les dades a Wikidata |
|        | Torreta del Xiquet     | Almatret | masia        |         | 41° 18′ 39″ N, 0° 24′ 47″ E / 41.3107650619656°N,0.413168848469789°E |           |                     | Modifica les dades a Wikidata |
|        | Xalet del Metge        | Almatret | masia        |         | 41° 18′ 26″ N, 0° 25′ 51″ E / 41.3070979774319°N,0.430788597061321°E |           |                     | Modifica les dades a Wikidata |
|        | Xalets de la Fàbrica   | Almatret | masia        |         | 41° 18′ 10″ N, 0° 22′ 11″ E / 41.302863579841°N,0.369755734556942°E  |           |                     | Modifica les dades a Wikidata |
|        | la Sénia               | Almatret | masia        |         | 41° 19′ 45″ N, 0° 21′ 03″ E / 41.329298091693°N,0.35089948892753°E   |           |                     | Modifica les dades a Wikidata |

## muntanya
| imatge | Nom                    | Ubicat a                  | instància de | Detalls | coordenades                                                   | Protecció | Commons (més fotos)    | Dades a WD                    |
| ------ | ---------------------- | ------------------------- | ------------ | ------- | ------------------------------------------------------------- | --------- | ---------------------- | ----------------------------- |
|        | Tossal Gros            | Almatret                  | muntanya     |         | 41° 19′ 59″ N, 0° 22′ 55″ E / 41.333165°N,0.381876°E 346 msnm |           |                        | Modifica les dades a Wikidata |
|        | Tossals d'Almatret     | Almatret                  | muntanya     |         | 41° 18′ 57″ N, 0° 23′ 02″ E / 41.3158°N,0.383889°E            |           |                        | Modifica les dades a Wikidata |
|        | puntal dels Escambrons | Riba-roja d'Ebre Almatret | muntanya     |         | 41° 16′ 33″ N, 0° 25′ 57″ E / 41.275833°N,0.4325°E 495 msnm   |           | Puntal dels Escambrons | Modifica les dades a Wikidata |

## vèrtex geodèsic
| imatge | Nom       | Ubicat a | instància de    | Detalls   | coordenades                                                       | Protecció | Commons (més fotos) | Dades a WD                    |
| ------ | --------- | -------- | --------------- | --------- | ----------------------------------------------------------------- | --------- | ------------------- | ----------------------------- |
|        | Almatret  | Almatret | vèrtex geodèsic | Alt: 1.2m | 41° 18′ 20″ N, 0° 25′ 25″ E / 41.305527°N,0.423726°E 485.96 msnm  |           |                     | Modifica les dades a Wikidata |
|        | Escambrón | Almatret | vèrtex geodèsic | Alt: 1.2m | 41° 16′ 34″ N, 0° 25′ 58″ E / 41.276069°N,0.432663°E 499.779 msnm |           |                     | Modifica les dades a Wikidata |

## Misc
| imatge | Nom                          | Ubicat a                                    | instància de                                   | Detalls                                                  | coordenades                                                                                         | Protecció                                            | Commons (més fotos)         | Dades a WD                    |
| ------ | ---------------------------- | ------------------------------------------- | ---------------------------------------------- | -------------------------------------------------------- | --------------------------------------------------------------------------------------------------- | ---------------------------------------------------- | --------------------------- | ----------------------------- |
|        | Almatret                     | Almatret                                    | entitat singular de població capital municipal | 303 hab                                                  | 41° 18′ 23″ N, 0° 25′ 28″ E / 41.30637782°N,0.42451024°E 461 msnm                                   |                                                      |                             | Modifica les dades a Wikidata |
|        | Cal Viladrich                | Almatret                                    | casa                                           | Estil: arquitectura popular 16th century                 | 41° 18′ 21″ N, 0° 25′ 21″ E / 41.305828°N,0.422515°E ca:C. Major, 24 464 msnm                       | bé integrant del patrimoni cultural català           | Cal Viladrich (Almatret)    | Modifica les dades a Wikidata |
|        | Casa de la Torre             | Almatret                                    | casa forta                                     | Estil: arquitectura popular                              | 41° 18′ 22″ N, 0° 25′ 23″ E / 41.30598°N,0.422961°E ca:Plaça Mossèn Cinto, Almatret 465 msnm        | bé d'interès cultural bé cultural d'interès nacional | Casa de la Torre (Almatret) | Modifica les dades a Wikidata |
|        | Ebre                         | Cantàbria País Basc Navarra Aragó Catalunya | riu                                            | Desemboca: mar Mediterrània Llarg: 910km Conca: 86800km² | 43° 02′ 15″ N, 4° 22′ 12″ O / 43.0375°N,4.37°O 40° 43′ 43″ N, 0° 52′ 09″ E / 40.728527°N,0.869293°E |                                                      | Ebro River                  | Modifica les dades a Wikidata |
|        | Fita de les Tres Províncies  | Almatret                                    | fita                                           | Estil: arquitectura popular                              | 41° 16′ 43″ N, 0° 23′ 11″ E / 41.2786°N,0.38652°E                                                   | bé integrant del patrimoni cultural català           |                             | Modifica les dades a Wikidata |
|        | Forns de les Sorts           | Almatret                                    | teuleria                                       | Estil: arquitectura popular                              | | bé integrant del patrimoni cultural català           |                             | Modifica les dades a Wikidata |
|        | Fàbrica de ciment d'Almatret | Almatret                                    | fàbrica                                        | 1947                                                     | |                                                      | Almatret cement factory     | Modifica les dades a Wikidata |
|        | Molí d'oli                   | Almatret                                    | molí Ús: trull                                 | Estil: arquitectura popular                              | | bé integrant del patrimoni cultural català           |                             | Modifica les dades a Wikidata |
|        | Pou de la Vila               | Almatret                                    | pou                                            | Estil: arquitectura popular                              | 41° 18′ 35″ N, 0° 25′ 10″ E / 41.30973°N,0.41945°E                                                  | bé integrant del patrimoni cultural català           | Pou de la Vila (Almatret)   | Modifica les dades a Wikidata |
|        | Safareigs                    | Almatret                                    | safareig                                       | Estil: arquitectura popular                              | | bé integrant del patrimoni cultural català           |                             | Modifica les dades a Wikidata |
|        | casa consistorial d'Almatret | Almatret                                    | casa consistorial                              |                                                          | 41° 18′ 20″ N, 0° 25′ 25″ E / 41.30557269916756°N,0.42359485577465306°E                             |                                                      |                             | Modifica les dades a Wikidata |
|        | creu de terme d'Almatret     | Almatret                                    | creu de terme                                  |                                                          | 41° 18′ 19″ N, 0° 25′ 27″ E / 41.30532458051834°N,0.42413867013426176°E                             |                                                      | Creu de terme d'Almatret    | Modifica les dades a Wikidata |
|        | font de Pau de Vilà          | Almatret                                    | font                                           |                                                          | 41° 19′ 00″ N, 0° 23′ 36″ E / 41.316755361178°N,0.39321885472152°E                                  |                                                      |                             | Modifica les dades a Wikidata |
|        | serra d'Alters               | Almatret Seròs                              | serra                                          |                                                          | 41° 21′ 35″ N, 0° 25′ 04″ E / 41.359792°N,0.417684°E 292.2 msnm                                     |                                                      |                             | Modifica les dades a Wikidata |